# Jasmine Camacho-Quinnová
Jasmine Camacho-Quinnová (* 21. srpna 1996) je portorická atletka, jejíž specializací je běh na 100 metrů překážek. Je olympijskou vítězkou z LOH 2020 a bronzovou medailistkou z MS 2022.

## Osobní rekordy

### Venku
- běh na 100 metrů překážek – 12,26 s – 1. srpen 2021, Tokio, NR
- běh na 100 metrů – 11,22 s – 24. červenec 2020, Clermont, NR

### Hala
- běh na 60 metrů překážek – 7,95 s – 9. únor 2018, Clemson, NR